# Giuseppe Acquaroli
Giuseppe Acquaroli (1828 Terst – 1. října 1904 Gorizia) byl rakouský politik italské národnosti z Terstu, na počátku 20. století poslanec Říšské rady.

## Biografie
Profesí byl obchodníkem.
Působil i jako poslanec Říšské rady (celostátního parlamentu Předlitavska), kam usedl ve volbách roku 1901 za I. voličský sbor v Terstu. Poslancem byl do své smrti roku 1904. Pak ho v parlamentu nahradil Giuseppe Scaramangà di Altomonte.
Ve volbách do Říšské rady roku 1901 se uvádí jako italský liberální kandidát. Je zachycen na fotografii, publikované v květnu 1906 (ovšem pořízené cca v roce 1904), mezi 18 členy poslaneckého klubu Italské sjednocení (Italienische Vereinigung) na Říšské radě.
Zemřel v říjnu 1904 po krátké nemoci na bronchitidu.